# Altered Carbon (serie televisiva)
Altered Carbon è una serie televisiva statunitense del 2018 creata da Laeta Kalogridis, tratta dal romanzo cyberpunk Bay City (Altered Carbon) di Richard K. Morgan.

## Trama
È l'anno 2384, l'identità umana può essere codificata come I.D.U. (Immagazzinamento Digitale Umano) e caricata su supporto detto "pila corticale" inserito chirurgicamente nella colonna vertebrale, e trasferito da un corpo all'altro: ciò permette agli esseri umani di sopravvivere alla morte fisica facendo in modo che i ricordi e la coscienza siano "inseriti" in nuovi corpi sintetici, clonati o naturali, che vengono considerati come mere custodie della mente.
Questa tecnologia tuttavia è molto costosa e non alla portata di tutti, inoltre alcuni per convinzione religiosa (Neo-Cattolici) la rinnegano. La distruzione della pila comporta la "vera morte", ossia la morte dell'identità oltre che della custodia. I viaggi interstellari vengono così resi possibili trasmettendo il contenuto della pila col procedimento definito "agotransfer" (orig. "needlecasting" riferimento al calco di una statua riempito a siringa), mediante il quale la coscienza viene trasferita da una custodia su un pianeta ad un'altra su un altro pianeta.
Le persone più ricche e potenti del mondo, i "Mat" (orig. "Meth" in riferimento a "Methuselah", Matusalemme), sono gli unici a potersi permettere infinite custodie e backup delle I.D.U., il che li rende virtualmente immortali, quasi degli Dei, con un seguito di "credenti".
Takeshi Kovacs, un ex combattente, di padre slavo e madre giapponese, faceva parte della speciale forza militare del Protettorato impiegata nel mantenere l'ordine pubblico e nel reprimere la ribellione contro l'istituzione che governa i mondi; successivamente è entrato in un gruppo di ribelli chiamati "Spedi" (orig. "Envoy" ovvero soldati "inviati" o "spediti") il cui obiettivo era sovvertire l'ordine del Protettorato, distruggere il potere dei Mat e ritrovare una sorta di giustizia sociale. Kovacs è stato ucciso dalle stesse forze speciali di cui un tempo faceva parte e la sua pila è stata relegata in "stasi carceraria", ossia senza essere inserita in un nuovo corpo.
Dopo 250 anni dalla morte si ritrova però in una nuova custodia, che era in precedenza il corpo di Elias Ryker, agente di polizia di Bay City (l'antica zona di San Francisco), per volere di Laurens Bancroft, un facoltoso e potente aristocratico dall'età di oltre 360 anni, che si è apparentemente suicidato, perdendo tutti i ricordi dall'ultimo backup, cioè delle 48 ore antecedenti la morte. L'uomo però è convinto di non essersi suicidato e ingaggia lo Spedi per indagare su quello che ritiene un omicidio.

## Episodi
| Stagione         | Episodi | Pubblicazione |
| ---------------- | ------- | ------------- |
| Prima stagione   | 10      | 2018          |
| Seconda stagione | 8       | 2020          |

## Personaggi e interpreti

### Personaggi principali
- Takeshi Kovacs (stagioni 1-2), interpretato da Joel Kinnaman nella prima stagione e da Anthony Mackie nella seconda, doppiato da Andrea Mete nella prima stagione e da Nanni Baldini nella seconda.
- Laurens Bancroft (stagione 1), interpretato da James Purefoy, doppiato da Francesco Prando.
- Kristin Ortega (stagione 1, guest star stagione 2), interpretata da Martha Higareda, doppiata da Eva Padoan.
- Edgar Poe (stagioni 1-2), interpretato da Chris Conner, doppiato da Francesco Pezzulli.
- Reileen Kawahara (stagione 1, guest star stagione 2), interpretata da Dichen Lachman, doppiata da Joy Saltarelli.
- Vernon Elliot (stagione 1, guest star stagione 2), interpretato da Ato Essandoh, doppiato da Andrea Lavagnino.
- Miriam Bancroft (stagione 1), interpretata da Kristin Lehman, doppiata da Chiara Colizzi.
- Mr. Leung / Ghostwalker (stagione 1), interpretato da Trieu Tran, doppiato da Emiliano Coltorti.
- Quellcrist Falconer (stagioni 1-2), interpretata da Renée Elise Goldsberry, doppiata da Selvaggia Quattrini.
- Danica Harlan (stagione 2), interpretata da Lela Loren, doppiata da Domitilla D'Amico.
- Trepp (stagione 2), interpretata da Simone Missick, doppiata da Gaia Bolognesi.
- Dig 301 (stagione 2), interpretata da Dina Shihabi, doppiata da Letizia Ciampa.
- Ivan Carrera (stagione 2), interpretato da Torben Liebrecht, doppiato da Simone D'Andrea.

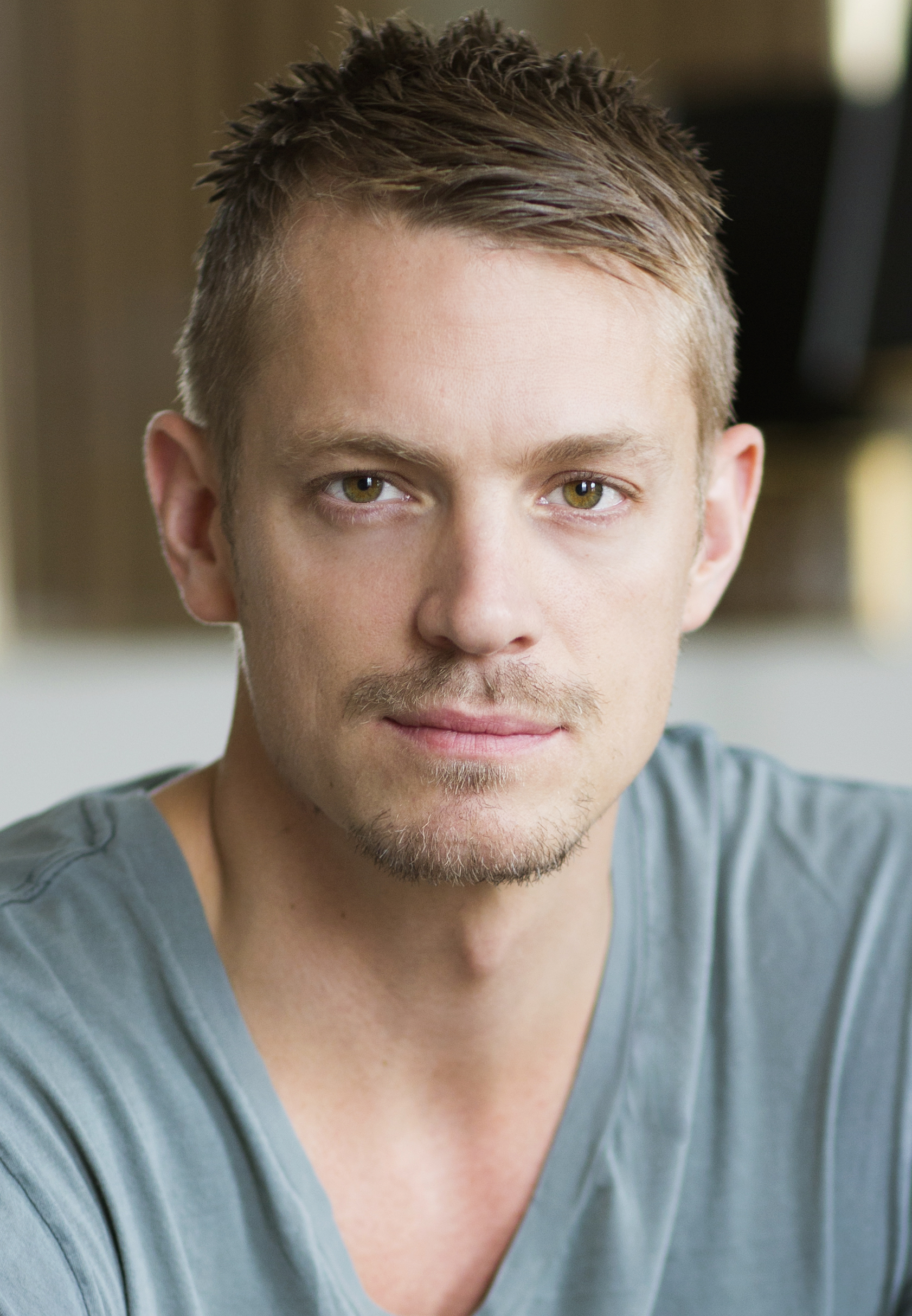
Joel Kinnaman interpreta Takeshi Kovacs nella prima stagione
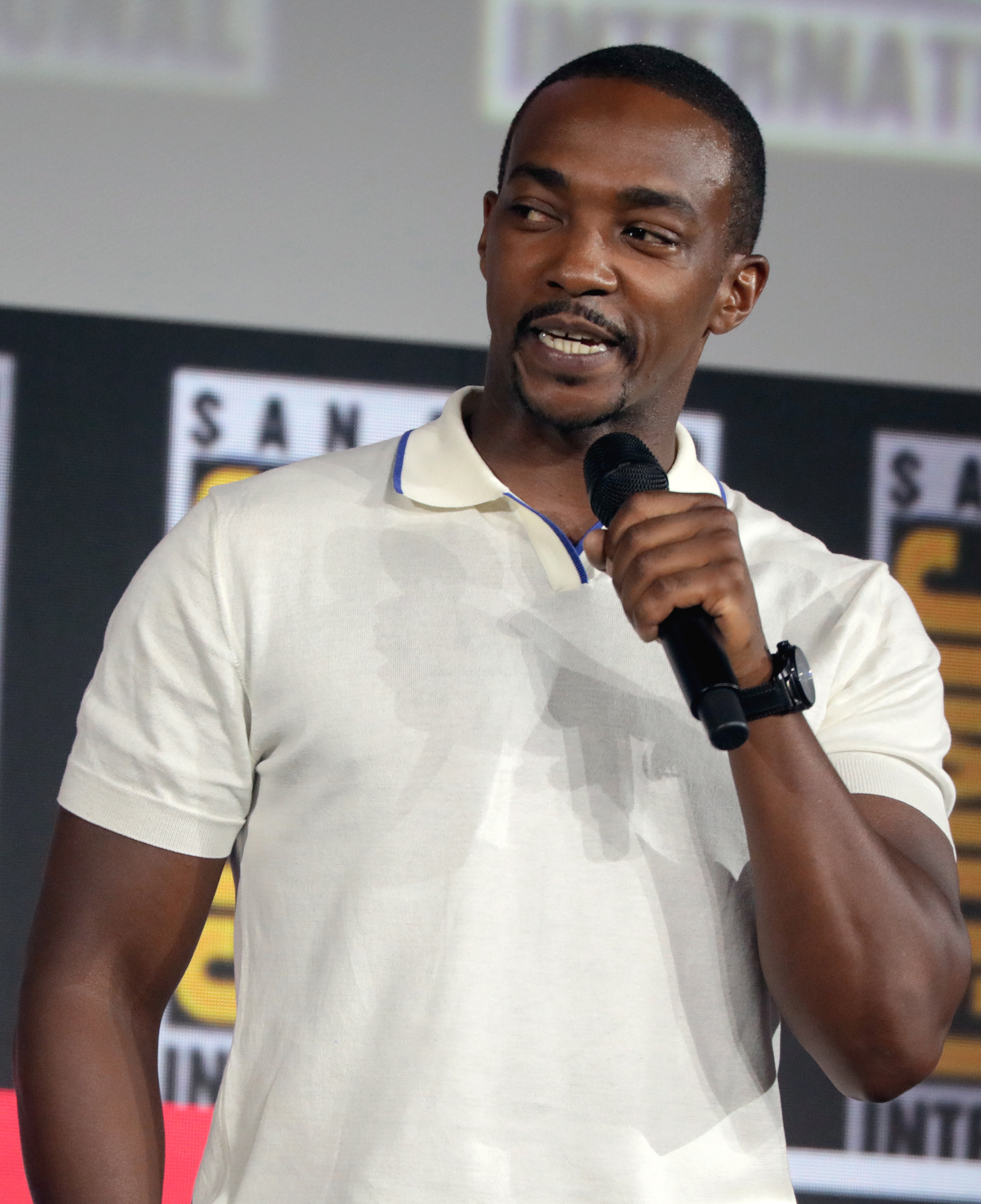
Anthony Mackie interpreta Takeshi Kovacs nella seconda stagione
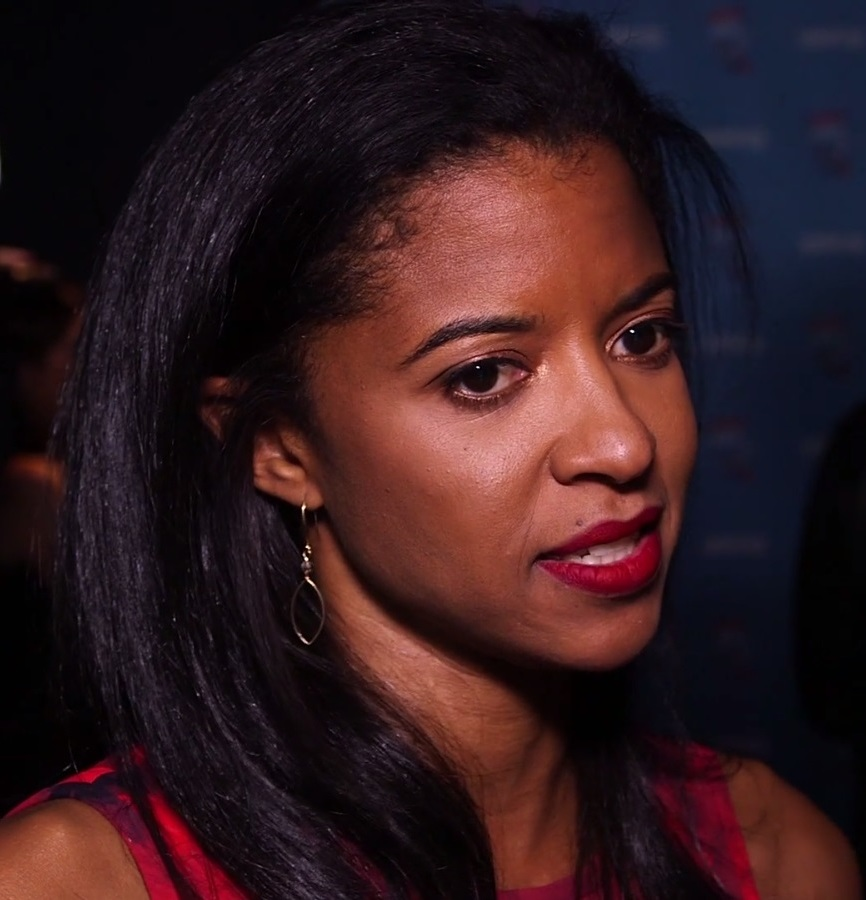
Renée Elise Goldsberry interpreta Quellcrist Falconer
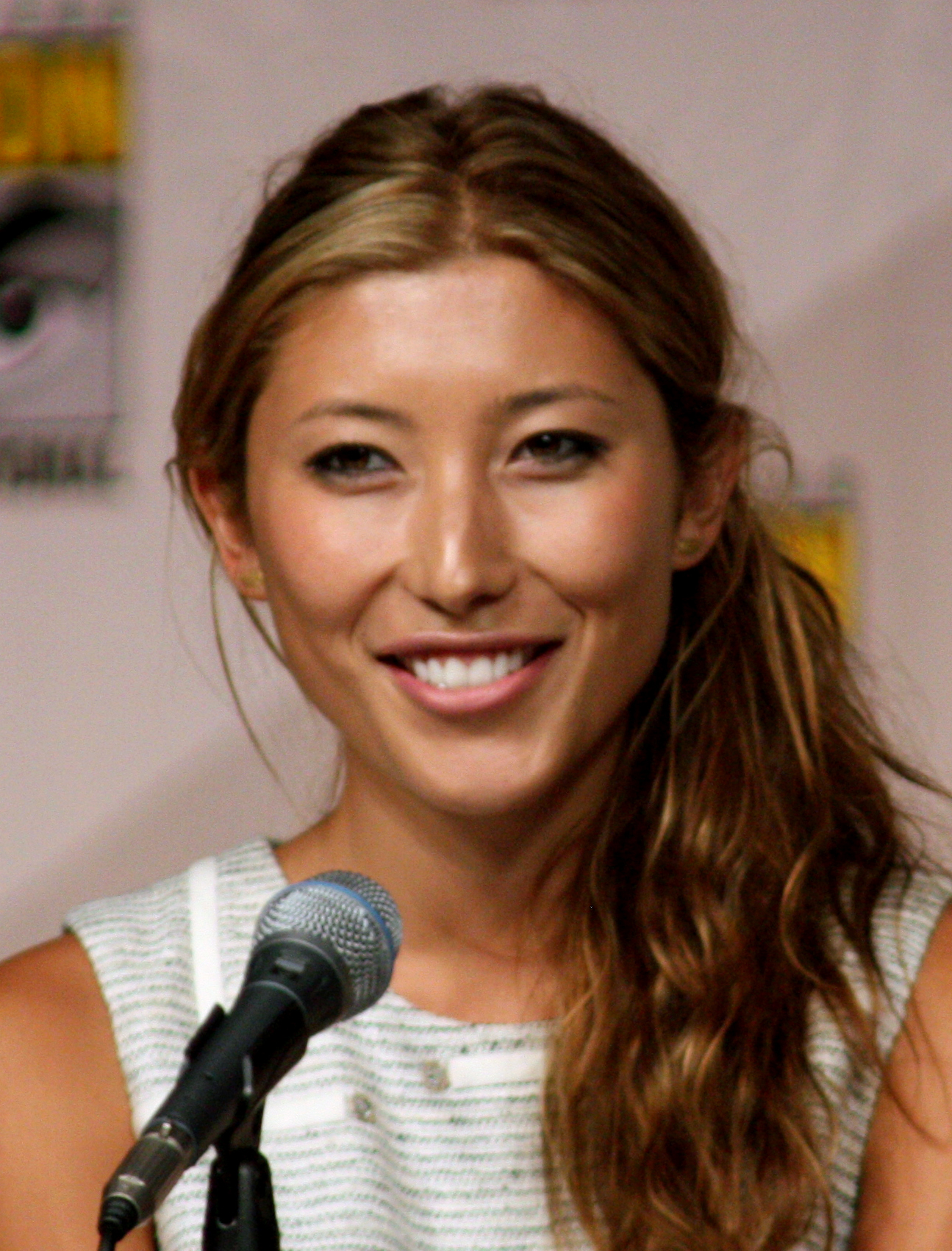
Dichen Lachman interpreta Reileen Kawahara
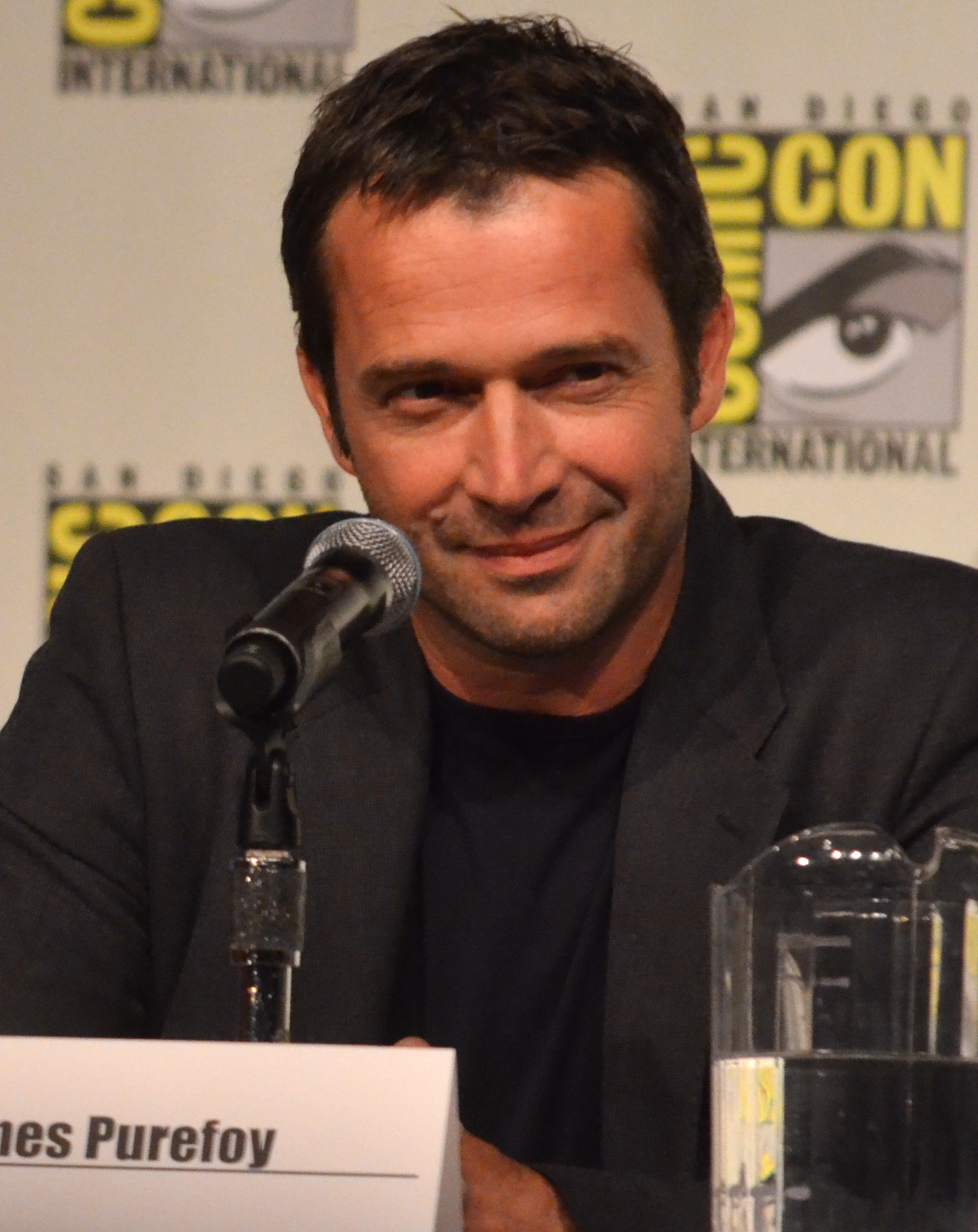
James Purefoy interpreta Laurens Bancroft

### Personaggi secondari
- O.G. Kovacs / Dimitri Kadmin (stagione 1), interpretato da Byron Mann, doppiato da Marco Vivio.
- Oumou Prescott (stagione 1), interpretata da Tamara Taylor, doppiata da Tiziana Avarista.
- Isaac Bancroft (stagione 1), interpretato da Antonio Marziale, doppiato da Mirko Cannella.
- Alazne Ortega (stagione 1), interpretata da Marlene Forte.
- Dimitri (stagione 1), interpretato da Tahmoh Penikett, doppiato da Massimo Bitossi.
- Tanaka (stagione 1), interpretato da Hiro Kanagawa, doppiato da Alberto Angrisano.
- Lizzie Elliot (stagioni 1-2), interpretata da Hayley Law, doppiata da Virginia Brunetti.
- Takeshi Kovacs Originale (stagioni 1-2), interpretato da Will Yun Lee, doppiato da Gabriele Lopez.
- Mickey (stagione 1), interpretato da Adam Busch, doppiato da Stefano Brusa.
- Samir Abboud (stagione 1), interpretato da Waleed Zuaiter, doppiato da Massimo De Ambrosis.
- Horace Axley (stagione 2), interpretato da Michael Shanks.
- Tanaseda Yukito (stagione 2), interpretato da Sen Mitsuji.
- Tanaseda Hideki (stagione 2), interpretato da James Saito, doppiato da Luca Biagini.
- Konrad Harlan (stagione 2), interpretato da Neal McDonough.

## Produzione
Laeta Kalogridis, che aveva opzionato i diritti del romanzo con l'intenzione originale di realizzare un lungometraggio per il cinema, ha sostenuto che la natura complessa del romanzo e il suo materiale censurabile hanno reso difficile la vendita agli studi, prima che Netflix ordinasse la serie.
La prima stagione, composta da 10 episodi, è stata distribuita a livello internazionale su Netflix dal 2 febbraio 2018; Miguel Sapochnik ha diretto l'episodio pilota.
La seconda stagione, composta da 8 episodi, è interamente distribuita su Netflix dal 27 febbraio 2020; Anthony Mackie veste i panni di Takeshi Kovacs al posto di Joel Kinnaman.
Ad agosto 2020 viene ufficializzata la cancellazione della serie.

## Opere derivate
Altered Carbon: Resleeved è un film d'animazione giapponese del 2020 diretto da Takeru Nakajima e Yoshiyuki Okada. Distribuito da Netflix, il lungometraggio è uno spin-off della serie televisiva.